# Интеграл от секанса
Интегрирование тригонометрической функции секанса было предметом одной из «нерешённых задач середины семнадцатого века», которая была решена в 1668 году Джеймсом Грегори. В 1599 году Эдвард Райт оценил интеграл с помощью численных методов — то, что мы сегодня называем Римановыми суммами. Он нашёл решение для целей картографии — а именно, для построения точных проекций Меркатора. В 1640-х годах Генри Бонд, преподаватель навигации, геодезической съёмки и других математических дисциплин, сравнил таблицы значений интеграла от секанса, составленные Райтом с помощью численных методов, с таблицами логарифмов от тангенса, и гипотетически заключил, что
{\displaystyle \int \sec x\,dx=\ln \left|\operatorname {tg} \left({\frac {x}{2}}+{\frac {\pi }{4}}\right)\right|+C.}
Эта гипотеза получила широкую известность. Исаак Ньютон упоминает о ней в своих письмах в 1665 году.
Хотя Грегори доказал гипотезу Бонда в 1668 году в своих Exercitationes Geometricae, Исаак Барроу в 1670 году в Geometrical Lectures решил задачу более изящным методом. Его решение было самым ранним случаем использования разложения дробей при интегрировании. В соответствии с принятыми в наше время обозначениями, решение Барроу начинается так:
{\displaystyle \int \sec x\,dx=\int {\frac {dx}{\cos x}}=\int {\frac {\cos x\,dx}{\cos ^{2}x}}=\int {\frac {\cos x\,dx}{1-\sin ^{2}x}}=\int {\frac {dt}{1-t^{2}}}.}
Это упрощает задачу нахождения первообразных рациональных функций за счёт использования разложения дробей.
Дальнейшее решение задачи выглядит следующим образом:
{\displaystyle {\begin{aligned}\int {\frac {dt}{1-t^{2}}}&=\int {\frac {dt}{(1-t)(1+t)}}=\int \left({\frac {1/2}{1+t}}+{\frac {1/2}{1-t}}\right)\,dt=\\[10pt]&={\frac {1}{2}}\ln \left|1+t\right|-{\frac {1}{2}}\ln \left|1-t\right|+C={\frac {1}{2}}\ln \left|{\frac {1+t}{1-t}}\right|+C.\end{aligned}}}
И в конечном счёте, выполнив обратную замену {\displaystyle t=\sin x,} возвращаемся к функции от переменной x. Окончательно интеграл может быть записан в следующих эквивалентных формах:
{\displaystyle \int \sec x\,dx=\left\{{\begin{array}{l}{\dfrac {1}{2}}\ln \left|{\dfrac {1+\sin x}{1-\sin x}}\right|+C\\[15pt]\ln \left|\sec x+\operatorname {tg} x\right|+C\\[15pt]\ln \left|\operatorname {tg} \left({\dfrac {x}{2}}+{\dfrac {\pi }{4}}\right)\right|+C\\[15pt]\operatorname {arsh} \left(\operatorname {tg} x\right)+C=\operatorname {arch} \left(\sec x\right)+C=\operatorname {arth} \left(\sin x\right)+C\\[15pt]\end{array}}\right\}=\operatorname {lam} x+C.}

Здесь через {\displaystyle \operatorname {lam} x} обозначен ламбертиан — функция, обратная функции Гудермана. Меркаторская проекция сферы на плоскость описывается именно этой функцией, дающей зависимость вертикальной координаты y точки-проекции от географической широты x точки-прообраза: y = lam x.
Интеграл может быть также взят с помощью универсальной тригонометрической подстановки, но в этом случае решение будет выглядеть несколько сложнее, чем то, которое приведено выше.